# زویدوستبیمستر
زویدوستبیمستر (به هلندی: Zuidoostbeemster) یک منطقهٔ مسکونی در هلند است که در بیمستر واقع شده‌است. زویدوستبیمستر ۲٬۶۸۰ نفر جمعیت دارد.